# José Cuneo Perinetti
José Cuneo Perinetti (Montevideo, 11 de septiembre de 1887 - Bonn, Alemania, 19 de julio de 1977) fue un  pintor uruguayo. Su obra se caracteriza por la serie de ranchos, lunas y acuarelas del campo uruguayo que realiza a partir de 1923, realizadas en Florida y Melo. Firmó sus obras como Cuneo, Cuneo Perinetti y Perinetti. El apellido Cuneo, se escribe con o sin tilde aunque se pronuncia acentuado en la primera sílaba.

## Biografía
Sus primeros estudios los realizó en 1906 con el maestro Carlos María Herrera. Al año siguiente viajó por primera vez a Turín, donde estudió en el taller de Anton María Mucchi, realizando paisajes de Italia que expuso a su regreso a Uruguay en 1910. Posteriormente regresó a Europa a estudiar en la Academia Vitti con Anglada Camarasa y Van Dongen para, en 1917, estudiar en la Grande Chaumiere de París, interesándose en la pintura de Cézanne y1045lar de Italia y de Melo, Uruguay, dando comienzo a su etapa de pintura planista junto a Carmelo de Arzadun, Guillermo Laborde, Alfredo De Simone y Petrona Viera.
En 1947 conoció en Europa la obra de Chaïm Soutine expresionistas y el uso de la diagonal, lo que marcará su obra futura. Expuso los paisajes de ese período de Cagnes-sur-Mer en la Galería Zak y a su regreso a Montevideo, en el Ateneo.
A partir de 1930 se radicó en el interior del Uruguay, en las ciudades de Florida y de Melo, donde realizó la serie de ranchos, lunas y acuarelas del campo que caracterizan su obra más destacada. En 1942 obtuvo el Gran Premio de Pintura del Salón Oficial, el Primer Premio en el Salón Nacional de Acuarelas y el Premio de Pintura en la Bienal Nacional de Arte.
Regresó a Europa en 1954 e incursionó en la pintura abstracta. A su regreso al Uruguay firmó su producción de esta época con su apellido materno, Perinetti. A partir de los años 1960 logró reconocimiento internacional. En 1961 expuso una retrospectiva de sus 60 años como artista, pero su vida artística llegará a abarcar 90 años de producción. A partir de 1969 el reconocimiento de su obra alcanzó importantes distinciones internacionales. Fue premiado en la X Bienal de San Pablo en 1968 y en 1974 recibió el Premio Nacional de Pintura de Cagnes su Mer. En 1976 viajó nuevamente a Europa, donde falleció un año después, en Bonn.